# Karl Erjavec

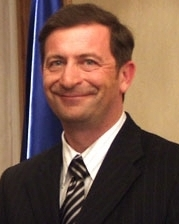
Karl Erjavec (2006)

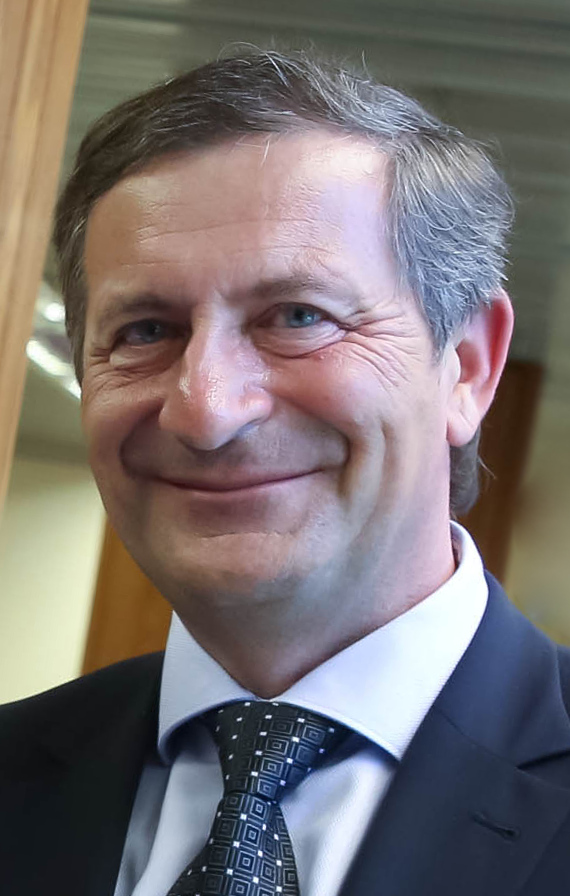
Karl Erjavec (2015)

Karl Viktor Erjavec (* 21. Juni 1960 in Aiseau, Belgien) ist ein slowenischer Politiker.

## Leben
Erjavec kehrte mit seinen Eltern, die als jugoslawische Gastarbeiter in Belgien lebten, 1972 nach Kranj zurück. Er studierte Rechtswissenschaften an der Universität Ljubljana und war dann in der Stadtverwaltung von Kranj tätig. 1993 wurde er Mitglied der konservativen Partei Slovenski krščanski demokrati (Slowenische Christdemokraten). Von 1995 bis 2000 war er Ombudsmann für Menschenrechte, von 2001 bis 2004 Staatssekretär im slowenischen Justizministerium.
2004 gehörte er kurzzeitig der Liberaldemokratie Sloweniens an, wurde aber noch im selben Jahr Mitglied der Demokratischen Pensionistenpartei Sloweniens; von 2005 bis Anfang 2020 war er deren Vorsitzender. Dieses Amt bekleidete er erneut zwischen dem 5. Dezember 2020 und dem 10. März 2021.
Von 2004 bis 2008 war er Verteidigungsminister, im Anschluss daran bis 2010 Minister für Umwelt und Raumplanung. Ab Februar 2012 war er Außenminister Sloweniens in der Regierung von Janez Janša, er gab am 22. Februar 2013 seinen Rücktritt bekannt, da sich wenige Wochen nach der Državljanska lista auch seine Partei wegen Janšas Korruptionsaffäre aus der Regierungskoalition zurückzog. In der nächsten, am 20. März 2013 vom Parlament bestätigten Regierung von Alenka Bratušek war er erneut Außenminister. Nach dem Rücktritt des Gesundheitsministers Tomaž Gantar im November 2013 übernahm Karl Erjavec zusätzlich kommissarisch dessen Ressort.
Bei den vorgezogenen Parlamentswahlen 2014 gewann die DeSUS mit Erjavec als Spitzenkandidaten über 10 % der Stimmen (10 Abgeordnete), das beste Ergebnis der Parteigeschichte. Im nach den Wahlen gebildeten Kabinett unter Leitung von Miro Cerar blieb Erjavec Außenminister und übernahm zusätzlich das Amt des Vizeministerpräsidenten. Erjavec war auch Spitzenkandidat der DeSUS bei den nachfolgenden Parlamentswahlen 2018. Die DeSUS verlor nun über 5 % der Stimmen und schaffte mit 4,93 % der Stimmen nur noch knapp den Sprung ins Parlament (5 Angeordnete). Erjavec verpasste allerdings seine Wiederwahl als Angeordneter. Nach langwierigen Verhandlungen gelang es Marjan Šarec ein neues Kabinett zusammenzustellen, dem Erjavec erneut als Verteidigungsminister angehörte.
Bei der turnusmäßigen Wahl des Parteivorsitzes der DeSUS am 18. Januar 2020 unterlag Erjavec seiner Herausforderin, Landwirtschaftsministerin Aleksandra Pivec, mit 143 zu 80 Stimmen, so dass Erjavec den Parteivorsitz nach 15 Jahren abgeben musste. Kurz darauf zerbrach auch die Regierungskoalition und Ministerpräsident Šarec trat zurück. Obwohl die DeSUS auch an der am 13. März 2020 neugebildeten Regierung vertreten ist, gehörte Erjavec dem neuen Kabinett von Janez Janša nicht mehr an.
Nach dem Rücktritt Aleksandra Pivec sowohl von ihrem Amt als Ministerin als auch als Parteivorsitzende im Herbst 2020 wurde Erjavec auf einem außerordentlichen Parteitag am 5. Dezember 2020 mit 146 zu 71 Stimmen für den Kandidaten Felix Krope wieder zum Vorsitzenden der DeSUS gewählt.
Im Anschluss daran traten erhebliche Differenzen zwischen Erjavec und der DeSUS-Fraktion im Parlament hinsichtlich des Verbleibs der Partei in der Regierung auf, welche von Erjavec kritisch gesehen wurde. Die Fraktion beteiligte sich jedoch mehrheitlich nicht an Erjavecs Bestrebungen zum Sturz der Regierung gemeinsam mit der Opposition. Anfang März 2021 nahm Erjavec eine neue Beschäftigung bei der slowenischen Firma Iskratel an und trat am 10. März 2021 vom Vorsitz der DeSUS zurück.